# Bababé
Bababé è uno dei tre comuni del dipartimento di Bababé, situato nella regione di Brakna in Mauritania. Contava 14.000 abitanti nel censimento della popolazione del 2000.